# Mic Graves
Mic Graves és un director d'animació, escriptor, productor i actor de veu britànic conegut pel seu treball a The Amazing World of Gumball de Cartoon Network i per haver cocreat Elliott from Earth.

## Biografia

#### Carrera a l'animació
Graves va treballar per primera vegada a Studio AKA on va treballar en anuncis publicitaris, seqüències de títols i identificacions del 1994 al 2009; el més famós d'ells és The Canterbury Tales: Knight's Tale. Mentre treballava a Studio AKA, va ser contractat per ser assistent de direcció de dibuix a The Big Knights del 1999 al 2000. Després va ser contractat pel creador de The Amazing World of Gumball, Ben Bocquelet, per ser el director, guionista, productor executiu, de la sèrie i actor de veu del 2011 al 2019. Després que el programa acabés el 2019, va cocrear Elliott from Earth i va exercir com a director supervisor, guionista i productor executiu de la sèrie.

## Filmografia

### Curtmetratges
| Any  | Títol                               | Rol      |
| ---- | ----------------------------------- | -------- |
| 1999 | The Canterbury Tales: Knight's Tale | Director |

### Televisió
| Any       | Títol                        | Rol                                                                                 |
| --------- | ---------------------------- | ----------------------------------------------------------------------------------- |
| 1999–2000 | The Big Knights              | Ajudant de direcció d'art, dibuix                                                   |
| 2003–2005 | Monkey Dust                  | Director Creatiu                                                                    |
| 2011-2019 | The Amazing World of Gumball | Director de sèrie, escriptor, productor executiu, actor de veu, director d'animació |
| 2021      | Elliott from Earth           | Co-creador, productor executiu, director supervisor, escriptor, actor de veu        |

## Premis i nominacions
| Any  | Premis                | Categoria                      | Resultat   | Ref.  |
| ---- | --------------------- | ------------------------------ | ---------- | ----- |
| 2013 | Premi Emmy Kids       | Animació                       | Va guanyar | [ 6 ] |
| 1999 | Premi BAFTA de Cinema | Millor Curtmetratge d'Animació | Va guanyar | [ 7 ] |